# Akka van Kebnekajse
Akka van Kebnekajse is de leidster van de groep wilde ganzen uit het boek Nils Holgerssons wonderbare reis (1907) van de Zweedse schrijfster en Nobelprijswinnares Selma Lagerlöf (1858-1940), en de daarvan afgeleide tekenfilmserie Nils Holgersson. 
Het boek beschrijft op speelse wijze een reis door Zweden van Nils en Maarten, een tamme gans. In de tekenfilm heeft Nils ook een hamster: Kruimel.
Nils, Maarten (en Kruimel) willen met de groep wilde ganzen mee naar Lapland vliegen. Ze krijgen de toestemming van Akka van Kebnekajse om mee te vliegen, nadat Nils de gans Yksi uit de klauwen van Smirre de vos heeft gered. Zo begint hun tocht met de wilde ganzen naar Lapland, een reis vol spannende avonturen, ontmoetingen, gevaar en bovenal wijze levenslessen.
De naam van deze gans verwijst naar twee bergen in Lapland: de Akka, ook wel de koningin van Lapland genoemd, en de Kebnekaise, de hoogste berg van Zweden.